# Милано
Милано (итал. Milano, ломб. Milan, од келт. Mediolanum) је други по величини град у Италији, главни град округа Милано и регије Ломбардија у северној Италији. Милано се сматра „привредним срцем“ Италије. Град је, такође, и светски познат привредни, модни и медијски центар. Милано је чувен по својој готској катедрали, опери „Миланска скала“ и великом архитектонском и уметничком наслеђу.
У свету, Милано је најпознатији као једно од средишта светске моде (Недеља моде у Милану), уз Париз, Токиo и Њујорк.

## Географија
Милано се налази у северном делу Италије, у централно-западном подручју низине реке По, између река Тичино и Ада, и такође између реке По и најјужнијих обронака Алпа. Град на равничарском терену, али непосредно северно почињу први брегови и брда. Милано нема излаз на море или реку, а најближа поморска лука је Ђенова на 145 km јужно. Од главног града Рима град је удаљен 585 km северно, а од првог већег града, суседног Торина, 130 km западно. Иако се Милано није развио као град на реци не може се рећи да водотоци нису присутни. Тако је градска област окружена рекама Олоном на западу и Ламбром на истоку. Бројни канали повезују град са језерима на северу и рекама Ломбардије. Површина градског подручја је 181 km², док је надморска висина 122 m.

### Клима
Милано се налази у подручју влажне суптропске климе (по Кепеновој класификацији климата Cfa) са неким карактеристикама континенталне климе. То је уобичајено за унутрашње равнице северне Италије, где превладавају врућа влажна лета и хладне влажне зиме са снегом, за разлику од медитеранске климе карактеристичне за остатак Италије. Стога је миланска клима влажна, а магла и смог сматрају се редовним појавама.
Просечне температуре су -4/+6 °C у јануару и +15/+28 °C у јулу. Снежне падавине релативно су уобичајене по зими, иако су последњих 15–20 године опале по учесталости и обиму. Историјски просек у зони Милана је између 35 и 45 cm; повремено се догађају поједине снежне падавине с преко 30–50 cm у 1–3 дана, с рекордних 80–100 cm за време познатог снега јануара 1985. Влага је доста висока током целе године те се годишње падавине крећу око 1000 mm. Према стереотипном имиџу, град је често покривен маглом карактеристичном за басен реке По, премда је уклањање рижиних поља код јужних предграђа, ефект острва урбане врућине и смањење нивои загађења последњих година тај феномен смањило, барем у средишту града.
| Клима (Милано)             | Клима (Милано) | Клима (Милано) | Клима (Милано) | Клима (Милано) | Клима (Милано) | Клима (Милано) | Клима (Милано) | Клима (Милано) | Клима (Милано) | Клима (Милано) | Клима (Милано) | Клима (Милано) | Клима (Милано) |
| Показатељ \ Месец          | .Јан.          | .Феб.          | .Мар.          | .Апр.          | .Мај.          | .Јун.          | .Јул.          | .Авг.          | .Сеп.          | .Окт.          | .Нов.          | .Дец.          | .Год.          |
| -------------------------- | -------------- | -------------- | -------------- | -------------- | -------------- | -------------- | -------------- | -------------- | -------------- | -------------- | -------------- | -------------- | -------------- |
| Средњи максимум, °C (°F)   | 5,2 (41,4)     | 8,0 (46,4)     | 13,4 (56,1)    | 18,0 (64,4)    | 23,0 (73,4)    | 27,3 (81,1)    | 30,0 (86)      | 28,8 (83,8)    | 24,1 (75,4)    | 17,3 (63,1)    | 10,3 (50,5)    | 6,1 (43)       | 30 (86)        |
| Средњи минимум, °C (°F)    | 0,0 (32)       | 1,6 (34,9)     | 5,4 (41,7)     | 9,0 (48,2)     | 13,3 (55,9)    | 16,9 (62,4)    | 19,4 (66,9)    | 18,9 (66)      | 15,6 (60,1)    | 10,5 (50,9)    | 5,3 (41,5)     | 1,3 (34,3)     | 0 (32)         |
| Количина падавина, mm (in) | 53 (20,9)      | 40 (15,7)      | 73 (28,7)      | 83 (32,7)      | 104 (40,9)     | 85 (33,5)      | 72 (28,3)      | 80 (31,5)      | 87 (34,3)      | 120 (47,2)     | 106 (41,7)     | 75 (29,5)      | 978 (384,9)    |
| [ тражи се извор ]         |                |                |                |                |                |                |                |                |                |                |                |                |                |

## Историја

### Римско доба
Око 400. п. н. е. келтско племе Инсубри населили су Милано и околну регију. Године 222. п. н. е. Римљани су освојили насеље, којему је додељен назив Медиоланум (лат. Mediolanum). Након неколико века римске управе, 293. године, цар Диоклецијан Милано је прогласио престоницом Западног римског царства. Диоклецијан је одлучио остати у престоници Источног римског царства Никомедији, док његов савладар Максимијан у западном. Максимијан је изградио неколико дивовских споменика, као велики циркус (470 x 85 m), Thermae Erculee, велики комплекс царских палата и друге зграде.
Миланским едиктом 313. године, цар Константин зајамчио је хришћанима слободу вероисповести. Град су 402. опколили Визиготи, те је царска резиденција пресељена у Равену. Педесет година касније, 452. године Хуни су опустошили град. 539. године Остроготи су освојили и разорили Милано за време Готског рата против византијског цара Јустинијана У лето 569. године Лангобарди (по којима је названа италијанска регија Ломбардија) су освојили Милано надјачавши мању византијску војску у одбрани града. Неке од римских грађевина остале су у функцији за време лангобардске управе. Милано се предао Францима 774. године, када је Карло Велики, у потпуно необичној одлуци, узео наслов „краља Лонгобарда“ (пре тога германска краљевства често су међусобно се освајала, али нико није прихватио наслов краља другог народа). Гвоздена круна Лангобарда датира из тог периода. Касније, Милано је био део Светог римског царства.

### Средњи век
За време средњег века, Милано је напредовао као трговачко средиште због доминантног положаја над богатом равницом реке По и путевима из Италије преко Алпа. Освајачки рат Фридриха Барбаросе против ломбардских градова довео је до разарања већег дела Милана 1162. Након оснивања Ломбардског савеза 1167, Милано је преузео водећу улогу у том савезу. Као резултат независности коју су ломбардијски градови добили Константским миром 1183, Милано је постао војводство. Године 1208. Рамбертино Бувалели служио је као градски начелник, 1242. Лука Грималди, док је 1282. ту дужност обављао Лукето Гатилусио. Тај положај могао је бити врло опасан у насилном политичком животу средњовековне комуне: 1252. милански јеретици убили су црквеног инквизитора на речном прелазу код оближњег села; убице су митом осигурале своју слободу, па је у пратећој побуни градски начелник скоро линчован. Године 1256, надбискуп и водећи племићи избачени су из града, а 1259. године чланови цехова изабрали су Мартина дела Торреа за народног капетана, који је силом преузео град. Владао је диктаторски, избацио непријатеље, поплочао улице, прокопао канале и успешно опорезовао цели крај.
Ипак, његова владавина довела је миланску благајну до пропасти; коришћењем често немилосрдних плаћеничких јединица додатно је разгневио народ, што је донело већу подршку Висконтима, традиционалним непријатељима Дела Тореа.
Дана 22. јуна 1262. папа Урбан VI поставио је Отона Висконтија за миланског надбискупа, насупрот кандидата породице Дела Торе, Рајмонда дела Тореа, тада бискупа Кома, који је тада започео ширити тврдње о блискости Висконтијеваца с јеретицима катарима и оптужио их оптужио за велеиздају. Висконтији, који су Дела Торе оптужили за исте злочине, прогнани су из Милана, а њихова имовина је заплењена. Пратећи грађански рат, који је трајао више од деценије, донео је још штете миланској популацији и економији.
Отоне Висконти предводио је 1263. против града групу прогнаника, али након година растућег насиља на свим странама, коначно, после победе у бици код Десија 1277. освојио је град за своју породицу. Кућа Висконтија успела је заувек избацити породицу Дела Торе, владајући градом и својим поседом до 15. века.
Већина раније историје Милана била је прича о борби између две политичке фракције - гвелфа и гибелина. У већини случајева Гвелфи си били успешни у Милану. Ипак, породица Висконти успела је домоћи се власти у Милану, на темељу свог „гибелинског“ пријатељства с немачким царевима. Године 1395, један од немачких царева, Вацлав IV, уздигао је Милано на ниво војводства. Такође 1395. Ђан Галеацо Висконти постао је милански војвода. Гибелинска породица Висконти задржала је власт у Милану век и по, од почетка 14. века до средине 15. века.

### Ренесанса
У власт племства Сфорца прешао је 1450. године и постао један од водећих ренесансних градова у Италији.
Од 1492. године Милано је углавном био под француском влашћу. Прво га је заузео Луј XII, затим 1515. године Франsoa I и Шарл V. Једно време је, падом Северне Италије, био под Хабзбурговцима (1525. године). Наполеон је освојио Ломбардију 1796. године, а Милано је био главни град Цисалпске републике. Након Бечког конгреса (1815. године) Милано и Ломбардија додељени су Аустрији. Године 1848. године подигнут је петодневни устанак кога је угушио фелдмаршал Радецки. Тек пошто су трупе Сардиније, Пијемонта и Француске поразиле аустријске код Солферина 1859. године град је био под влашћу Сардиније и Пијемонта односно Виктора Емануела II, да би ускоро постао деле новоосноване државе Италије и главни град успостављене покрајине Ломбардије. Неколико наредних деценија донели су граду брз развој и напредак и велики раст становништва. Захваљујући томе град је постао много савременији од већине италијанских градова, који се до данас нису тргли из „средњовековног сна“.
Након Првог светског рата у овом граду основан је Сноп борбе (Fasci di combattimento), претеча фашистичког покрета. Из Милана је 1922. године Бенито Мусолини извео марш на Рим. У Другом светском рату 1944. године град је у великој мери разорен и уништен. После рата Милано се наставио развијати и постао једно од средишта европске привреде.

## Становништво
Према резултатима пописа становништва 2011. у општини је живело 1.242.123 становника.
| 1931.   | 1936.     | 1951.     | 1961.     | 1971.     | 1981.     | 1991.     | 2001.     | 2011.     |
| ------- | --------- | --------- | --------- | --------- | --------- | --------- | --------- | --------- |
| 960.660 | 1.115.768 | 1.274.154 | 1.582.421 | 1.732.000 | 1.604.773 | 1.369.231 | 1.256.211 | 1.242.123 |

2008. године. Милано је имао нешто близу 1.300.000 становника, двоструко више као на почетку 20. века, али за 30% мање него 1970. године. Опадање становништва током протеклих деценија узроковано је пресељењем сталним становништва (махом младих породица) у мирнија предграђа са вишим квалитетом живота. Ово се одражава и на градско становништво, које је изузетно старо и без природног прираштаја.
Град данас има значајан удео имигрантског становништва. 86% становника су грађани Италије. Осталих 14% су досељеници из свих крајева свега.
Милано има огромно градско подручје са око 3 милиона становника ( „Велики Милано”). Метрополитенско подручје града има око 7,5 милиона становника и превазилази границе не само градског округа, већ и границе Ломбардије.

## Привреда

### Индустрија
Милано је индустријска метропола Италије и важи за један од привредно најзначајнијих градова Европе. Од око 200 највећих предузећа Италије, скоро половини је седиште управо у Милану. Ту се налази већина издавачких кућа, рекламних кампања, института за истраживање тржишта и трговачка удружења земље. Он је и центар моде и дизајна. а 1910. године овде је основана фабрика аутомобила Алфа Ромео (данас део Фијата). Такође светски позната фирма гума и каблова, Пирели, налази се у Милану.

### Саобраћај
Милано је положен на северу Италије, где се држава везује за европско копно. Тако је Милано и саобраћајно чвориште земље. У њему се налази центар железничке петље и веома је развијен друмски саобраћај. Милано има три аеродрома: интернационални Аеродром Малпенса, национални Аеродром Линате и аеродром код Бергама.
Град има и веома развијен јавни градски и приградски превоз. Милански метро има 3 метро линије.

## Култура и културне знаменитости
Град Милано назива се и „северним бисером“, будући да има дугу и бурну прошлост. Она почиње у антици када су подигли Римљани покоривши Северну Италију и њене становнике Гале. Сведоци тог догађаја су многе грађевине сада изузетно посећене од стране туриста. Веома је важно напоменути да је Милано један краћи период био престоница свемоћног и снажног Римског царства, под којим је подрхтавао већи део Европе. Ипак, данас је Милано савремени град, али још увек поседује старе грађевине који му дају душу. Најзначајније знаменитости су:
- Миланска катедрала - Ова грађевина је најважнији архитектонски симбол града и мајсторско дело италијанске готике. Налази се на тргу који је добио име по катедрали (Piazza del Duomo). Почела је да се гради крајем 14. века, а дорађивала се и у прошлом веку.
- замак Сфорца - представља значајан средњовековни споменик. Често је преправљан, а данас је претворен у музеј, институт за уметност и историју.
- Галерија Виторио Емануеле - То је један од најимпозантнијих и најлепших примера тржних центара из 19. века.
- Миланска скала - Милано је светски познат и по опери, Миланској скали, саграђеној у XVIII веку. У њеној дворани има места за преко 3000 гледалаца. Ова грађевина располаже и позоришним музејом, а то је у ствари историја скале.
- Црква Санта Марија дела Грације - Године 1492. године дошао је Леонардо да Винчи на Милански двор. Леонардо је у Милану нацртао је бројне скице брана за изградњу каналног система. У цркви Санта Марија дела Грације налази се чувена „Тајна вечера“.
- Црква свете Анастазије
- Тријумфални лук - спада међу најзанимљивије туристичке објекте и представља неокласично дело намењено прво Наполеону, а касније краљу Виторију Емануелу II.
- Национални музеј знања и науке „Леонардо да Винчи“
- Музеј ослобођења
- Музеј Манцонија (Алесандро Манцони)
- Галерија ди Брера
- Национална библиотека ди Брера, ...

## Међународна сарадња
- Сао Пауло
- Чикаго
- Торонто
- Мелбурн
- Тел Авив
- Краков
- Осака
- Шангај
- Дакар
- Лион
- Бирмингем
- Витлејем
- Франкфурт на Мајни

## Галерија
- Градска катедрала (Дуомо)
- Миланска скала
- Галерија Виторио Емануеле
- Замак Сфрорца
- Црква Санта Марија дела Грације
- Црква Сан Сатиро
- Здање универзитета
- Познати Семпионе парк
- Академија Брера